# Charlotte (Süßspeise)

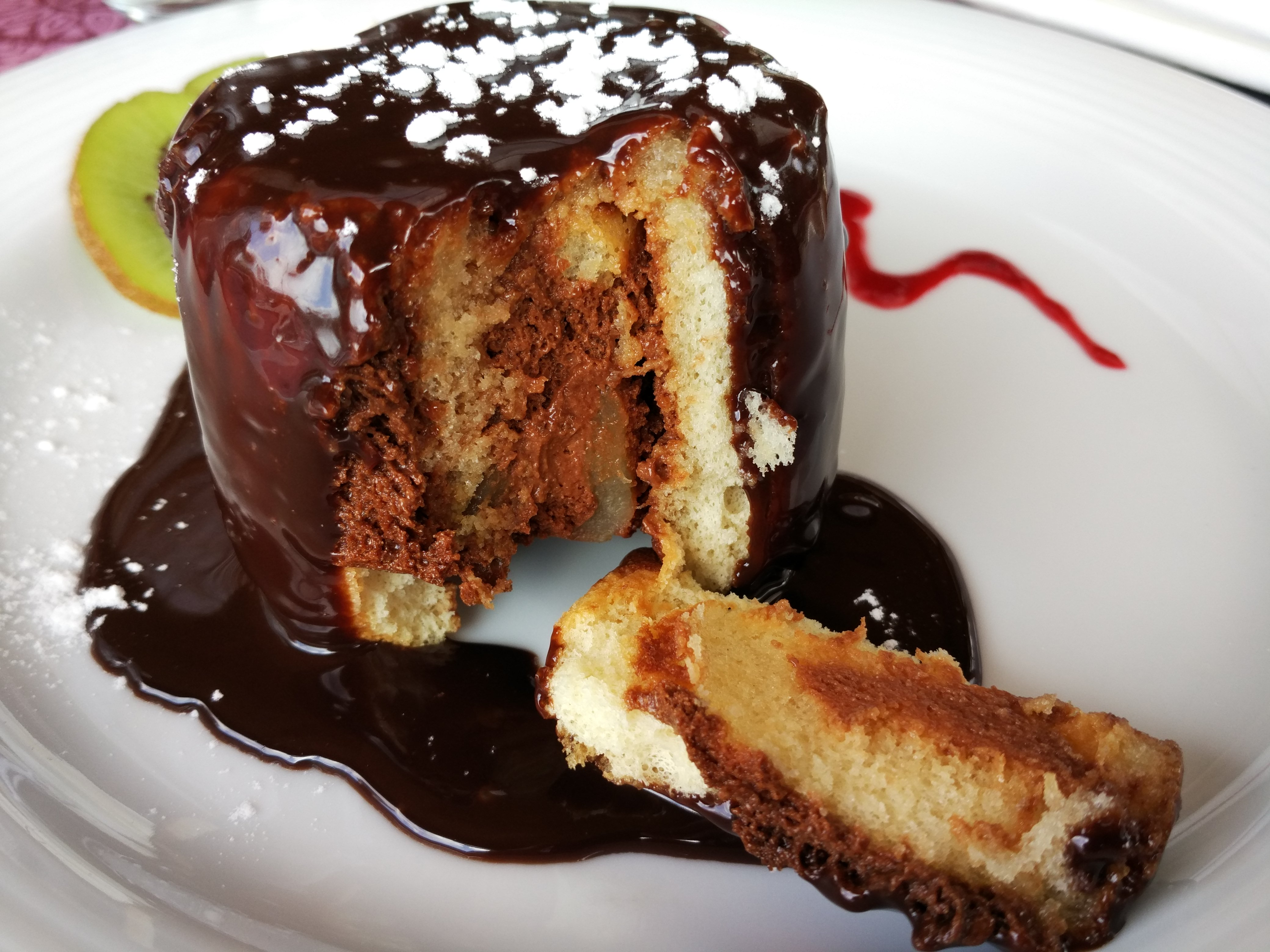
Charlotte mit Schokolade

Charlotte ist die Bezeichnung für zwei verschiedene Süßspeisen, eine gegarte und eine kalt hergestellte. Die Gemeinsamkeit besteht darin, dass beide in einer Form zubereitet werden, die mit Löffelbiskuits, Biskuitschnitten oder Weißbrotscheiben ausgelegt wird.

## Warme Charlotte
Die gebackene Charlotte gilt in ihrem Ursprungsland England als Variante eines Puddings und ist die Vorläuferin der kalten Süßspeise. Am bekanntesten ist die Apfel-Charlotte. Hierfür wird die Form mit eingefetteten Brotscheiben ausgelegt, darauf kommen gekochte Äpfel und darüber weitere Brotscheiben oder Semmelbrösel. Nach dem Backen wird die Charlotte gestürzt und warm serviert.

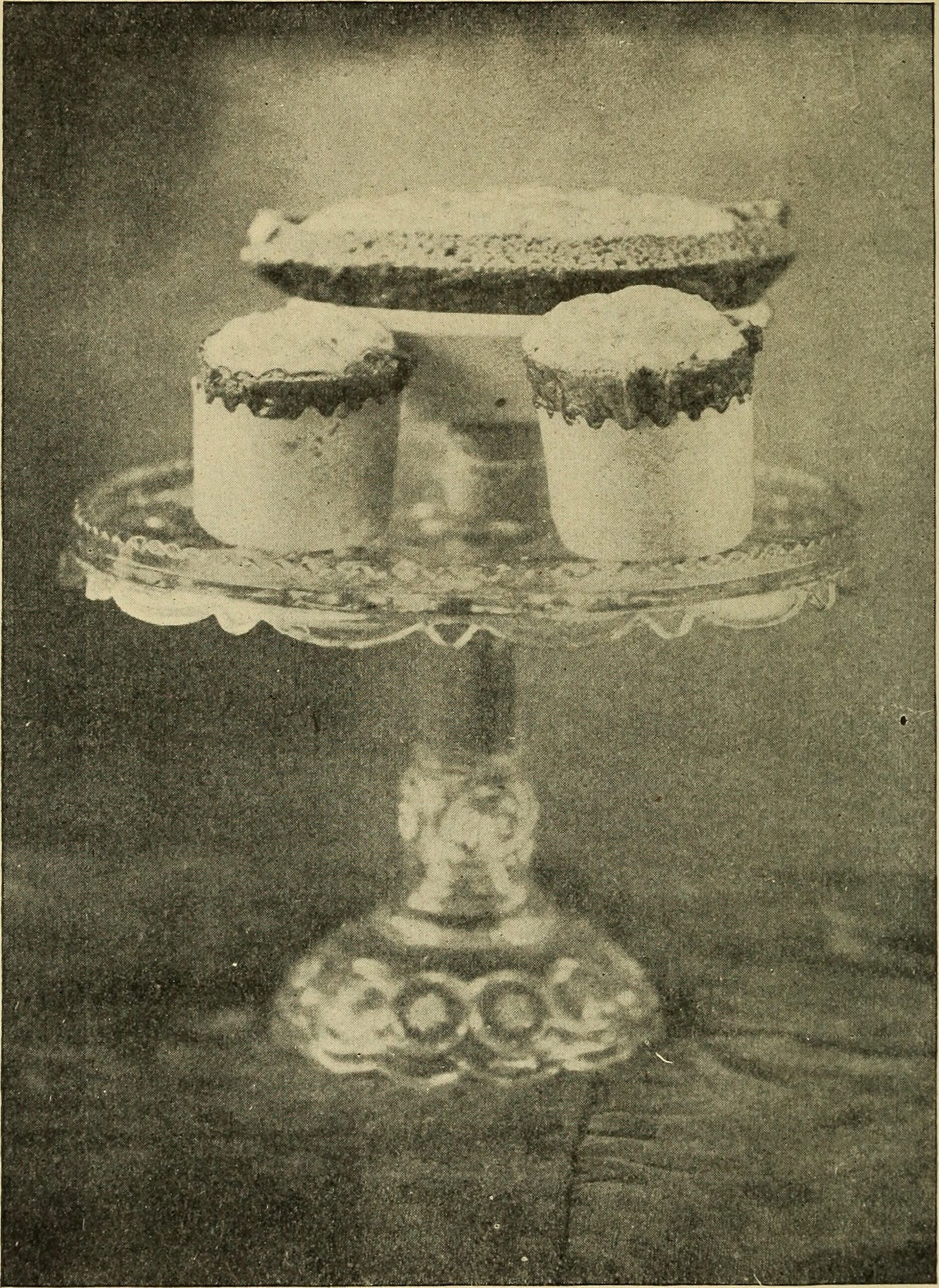
Charlotte russe (um 1900)

Namensgeberin der gebackenen Charlotte war angeblich die Frau des englischen Königs Georg III., Sophie Charlotte von Mecklenburg-Strelitz (1744–1818). Der Begriff Charlotte für diese Speise taucht in englischen Kochbüchern erstmals Ende des 18. Jahrhunderts auf, in französischen einige Jahre später.

## Kalte Charlotte
Die kalte Charlotte wurde wahrscheinlich von dem bekannten französischen Küchenchef Marie-Antoine Carême Anfang des 19. Jahrhunderts in London kreiert und ist eine Abwandlung des älteren Rezepts der warmen Obst-Charlotte.

### Charlotte russe
Carême nannte sein Dessert ursprünglich Charlotte à la parisienne; es wurde in Frankreich später Charlotte russe vermutlich zu Ehren des Zaren umbenannt und ist unter diesem Namen international bekannt.
Für diese Süßspeise wird klassisch eine mit Löffelbiskuits oder Biskuit ausgelegte Form mit bayerischer Creme gefüllt. Anschließend wird die Charlotte gekühlt, bis sie schnittfest ist. Vor dem Servieren wird sie gestürzt. Es gibt mittlerweile zahlreiche Rezeptvarianten der kalten Charlotte mit eigenen Beinamen, teilweise mit Fruchtpüree, Gelee, Speiseeis oder Alkohol.

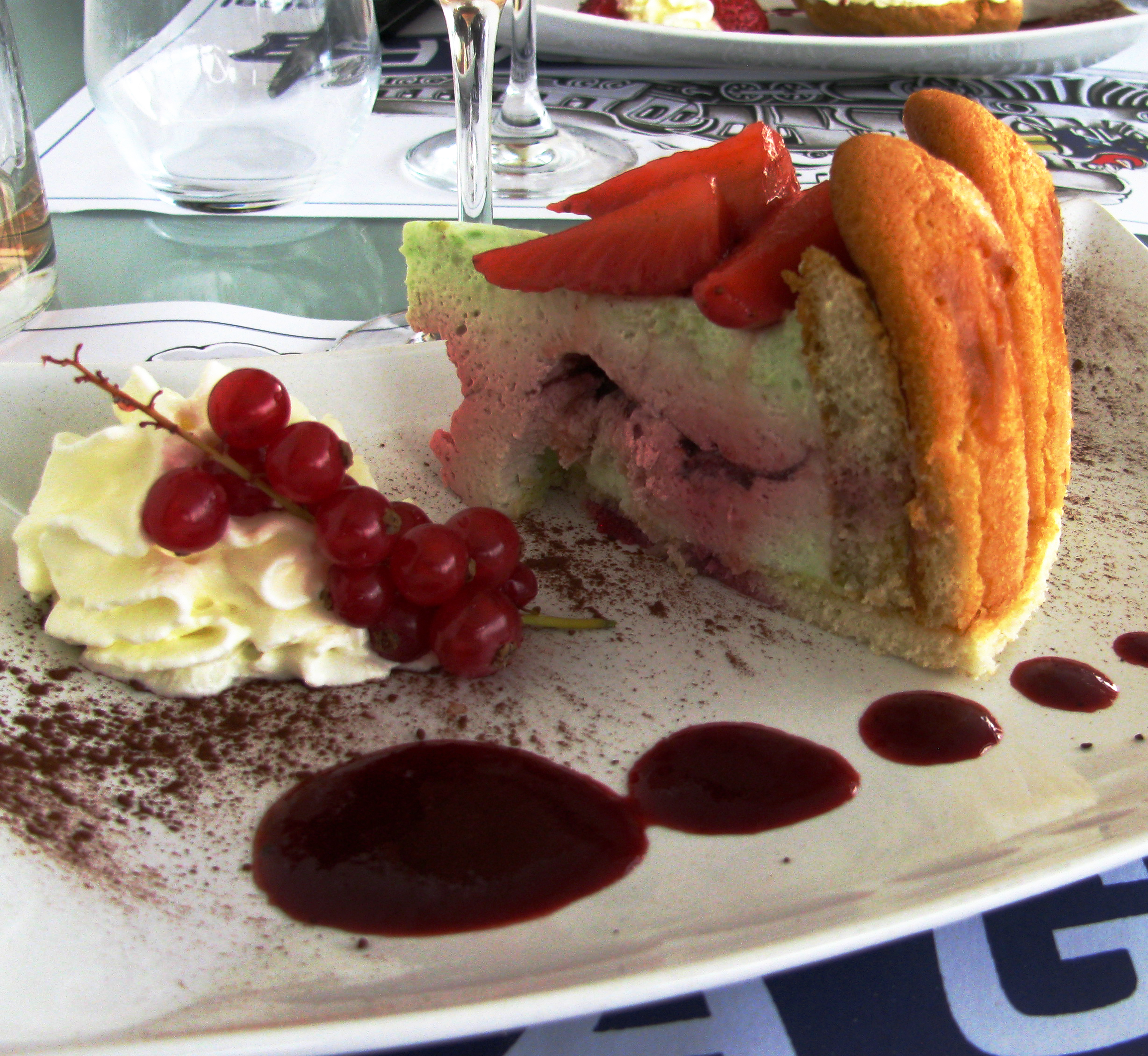
Stück einer Charlotte mit Früchten

Die Russen adoptierten und adaptierten Namen und Rezept auch für einen (ungestürtzten) Apfelkuchen „Sharlotka“.

### Charlotte Malakoff
Eine Variante ist die Charlotte Malakoff mit Mandelcreme. Sie wurde zu Ehren des französischen Marschalls Aimable Pélissier so benannt, der nach der erfolgreichen Erstürmung der russischen Festung Malakow 1855 den Beinamen Duc de Malakoff erhielt. In Österreich ist eine Variante dieser Süßspeise, welche allerdings im Gegensatz zu einer Charlotte nicht gestürzt wird, unter dem Namen Malakofftorte bekannt.

### Charlotte Pompadour
heißt eine Erdbeer-Charlotte, die aus Scheiben von Rouladenbiskuit mit Erdbeerkonfitüre hergestellt wird. Eine Kuppelform wird mit den Biskuitrollenstücken ausgekleidet und mit bayerischer Creme gefüllt, dann mit Biskuitboden abgedeckt. Die erkaltete, schnittfeste Charlotte wird auf eine gekühlte Unterlage gestürzt und abschließend mit Erdbeeren, Brandmasse-Ornamenten und Minze garniert.

### Charlotte à la Chantilly
Für diese Charlotte wird eine Kuppelform mit Löffelbiskuit ausgelegt und gesüßte steifgeschlagene Sahne (="Crème Chantilly") mit zerkleinerten Trockenfrüchten eingefüllt. Zum Servieren wird die Charlotte gestürzt und mit gezuckerten oder frischen Früchten (Erdbeeren, Himbeeren) umrandet.